# Genowefa (gmina Krzymów)
Genowefa – wieś w Polsce, położona w województwie wielkopolskim, w powiecie konińskim, w gminie Krzymów.
W latach 1975–1998 miejscowość administracyjnie należała do województwa konińskiego.
Na terenie miejscowości znajduje się stary cmentarz ewangelicki.